# Hugh Willoughby

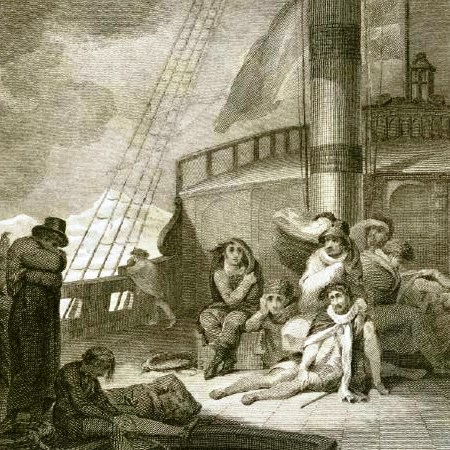
Mort de Sir Hugh Willoughby per un artista desconegut

Sir Hugh Willoughby (Risley, Derbyshire,? - mar de Barentsz, 1554) va ser un dels primers mariners anglesos en endinsar-se i explorar les terres de l'Àrtida.

## Biografia
El 1544 el rei Enric VIII el nomenà cavaller. El 1551, a Londres, Sebastià Cabot, com a director i Willoughby i Richard Chancellor com a principals comerciants, van fundar la "Mystery and Company of Merchant Adventurers for the Discovery of Regions, Dominions, Islands, and Places unknown», precursora de la Companyia de Moscòvia, una companyia que tenia a John Dudley, 1r duc de Northumberland com a principal mecenes i a la qual van aportar fons uns 240 comerciants. S'esperava amb ella no només descobrir una nova ruta comercial a Orient, la tan buscada Ruta del mar del Nord, sinó també trobar nous mercats per als draps de llana anglesos.
La primera expedició de la companyia se li va encarregar a Willoughby, que sembla haver estat triat per la seva capacitat de lideratge, però que no tenia molta experiència nàutica o de navegació. L'expedició constava de tres vaixells: el Bona Esparanza, sota el comandament de Willoughby; l'Edward Bonaventure, al comandament de Chancellor, que actuava com a segon i com a pilot en cap, i amb Steven Borough com a mestre; i el Bona Confidentia sota el comandament de Cornelias Durfoorth.
Els vaixells van partir de Londres el 10 de maig de 1553 i uns enormes remolins al mar de Noruega, davant de les illes Lofoten, van separar el vaixell de Chancellor. El 14 setembre 1553 Willoughby va aconseguir arribar al cap Nord, i va posar rumb est, internant-se en el mar de Murmansk, arribant fins a les costes occidentals de Nova Terra. Després de reconèixer les costes de l'arxipèlag, van emprendre el retorn a Escandinàvia. Propers a la boca del riu Varzina, a l'est de l'actual Múrmansk, els vaixells van quedar atrapats en el gel. Els vaixells, i la tripulació, d'uns 70 homes, no estaven preparats pel dur hivern polar, i després de diversos intents fallits per trobar auxili, van morir tots. Els vaixells, amb les tripulacions congelades i el diari del capità Willoughby, van ser trobats per uns pescadors russos l'any següent. S'ha suggerit que Willoughby i el seu equip van morir per una intoxicació per monòxid de carboni, arran de la seva decisió d'aïllar la seva nau del fred de l'Àrtida.
Chancellor, amb el vaixell Edward Bonaventure, va ser més afortunat i a finals d'agost havia trobat l'entrada al mar Blanc, on els pescadors locals es van sorprendre per la gran mida del seu vaixell. El 24 d'agost de 1553 va arribar al port de Severodvinsk, al delta del Dvinà Septentrional (a uns 35 km a l'oest de l'actual Arkhànguelsk, que seria finalment fundada el 1584 per a prestar serveis al creixent comerç). La regió acabava de ser recentment afegida a Moscòvia, i quan el Tsar Ivan el Terrible va saber de l'arribada de Chancellor, immediatament va convidar els exòtics convidats a visitar Moscou per a una audiència a la cort reial.
Durant el viatge Willoughby va creure veure unes illes al nord. D'acord amb la seva descripció, aquests van ser representades posteriorment en els mapes com la Terra de Willoughby i l'Illa Matsyn, dues illes fantasmes.